# Hans Vinjarengen
Hans Vinjarengen (Nordre Land, 20 agosto 1905 – Oslo, 1º febbraio 1984) è stato uno sciatore nordico norvegese attivo nel salto con gli sci e nella combinata nordica, disciplina nella quale colse i maggiori successi.

## Biografia
In un'epoca di dilettantismo puro Hans Vinjarengen quotidianamente lavorava come camionista a Oslo. Debuttò nel 1924 cogliendo il secondo posto nella categoria juniores del Trofeo Holmenkollen, che in seguito avrebbe vinto nel 1930 e nel 1933 e avrebbe chiuso sul podio anche nel 1931 (3°), nel 1932 (2°) e nel 1934 (2°). Nel 1928 vinse la sua prima medaglia olimpica, l'argento nella combinata nordica ai II Giochi olimpici invernali di Sankt Moritz 1928, con il punteggio di 15,303, posizionandosi dietro al connazionale Johan Grøttumsbråten.
Ai Mondiali di Zakopane del 1929 vinse l'oro nella combinata nordica e chiuse al 5º posto la gara di salto con gli sci, successo bissato a Oslo 1930. Insignito della medaglia Holmenkollen nel 1931, ai Giochi olimpici dell'anno seguente, Lake Placid 1932, si classificò al terzo posto nella gara di combinata nordica, guadagnando la medaglia di bronzo con 434,60 dietro ai connazionali Grøttumsbråten e Ole Stenen.
Nel 1933 vinse la classica di Lahti e l'anno dopo il suo secondo titolo nazionale, dopo quello conquistato nel 1929. Sempre nel 1934, ai Mondiali di Sollefteå, ottenne la medaglia di bronzo, bissata a Lahti 1938.
Vinjarengen concluse la sua lunga carriera a Holmenkollen nel 1940, con l'undicesimo posto finale.

## Palmarès

### Combinata nordica

#### Olimpiadi
- 2 medaglie, valide anche a fini iridati:
  - 1 argento (individuale a Sankt Moritz 1928)
  - 1 bronzo (individuale a Lake Placid 1932)

#### Mondiali
- 4 medaglie, oltre a quelle conquistate in sede olimpica e valide anche a fini iridati:
  - 2 ori (individuale a Zakopane 1929; individuale a Oslo 1930)
  - 2 bronzi (individuale a Sollefteå 1934; individuale a Lahti 1938)

#### Campionati norvegesi
- 2 medaglie[1]:
  - 2 ori (individuale nel 1929; individuale nel 1934)

## Onorificenze
- Medaglia Holmenkollen (1931)